# Estampilla circulante

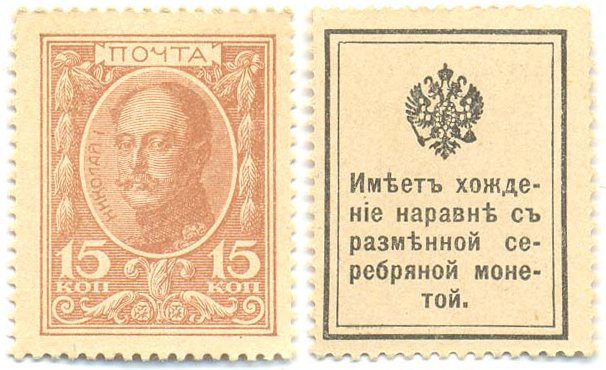
Estampilla circulante de Rusia, 1915-1916.

Estampilla circulante es forma especial de estampillas, substituta de dinero circulante, que cumplía la función de cambio debido a la falta de dinero efectivo. Emisiones locales y del estado. Primero se emplearon en EE. UU. durante la Guerra civil de 1861-1865. Está documentado su uso para franqueo.
El 28 de octubre de 1915 Rusia hace lo propio y a fines del año 1917 Odesa, por las mismas razones emite sellos de cambio.

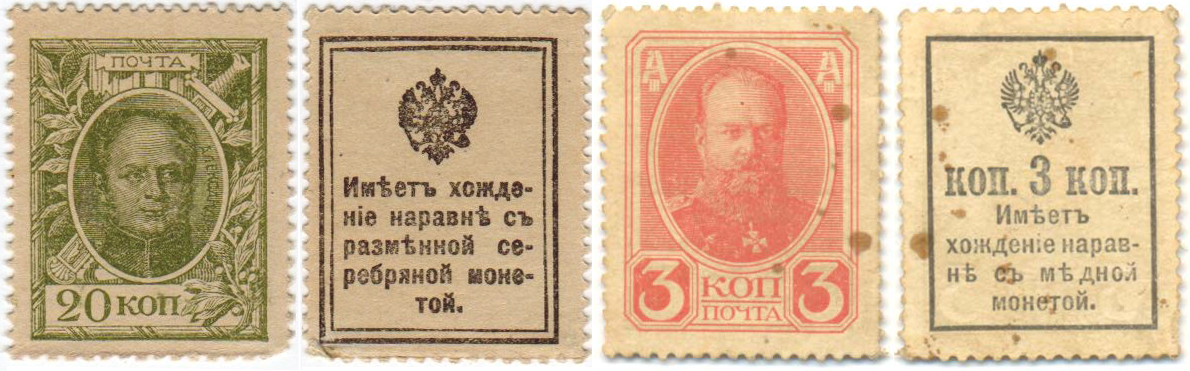
Rusia, 1915-1916
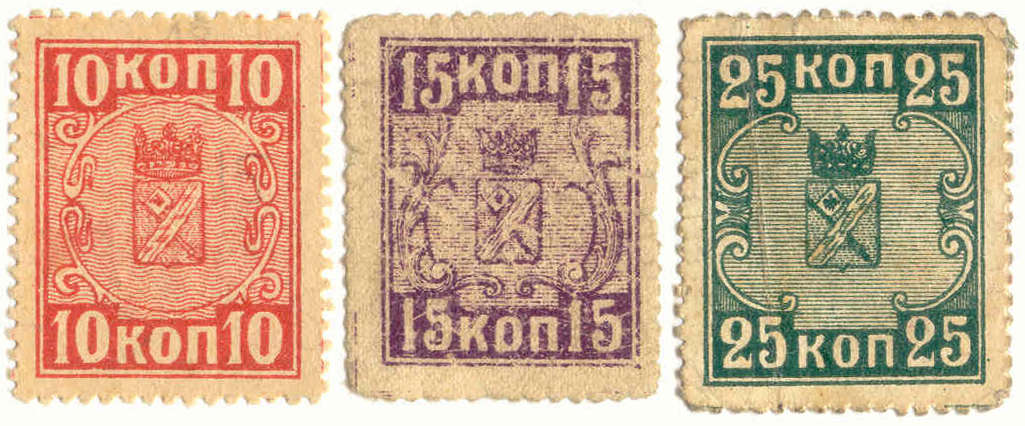
Municipio de Mineralnye Vody, 1918
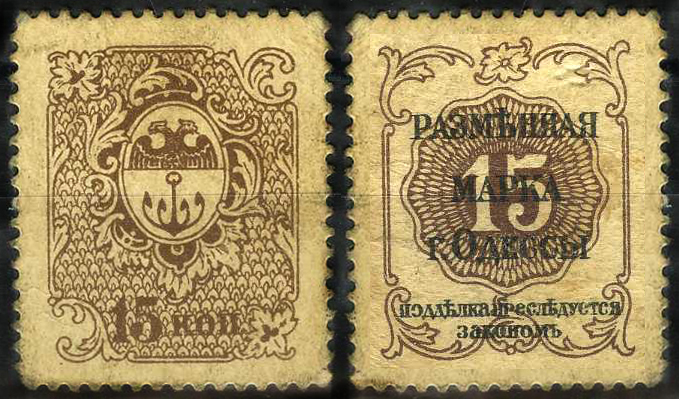
Odesa, 1918
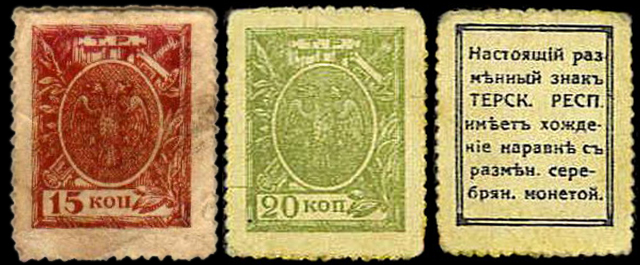
Terek, 1918